# 科菲波特 (亞利桑那州)
科菲波特（英語：Coffeepot）是位於美國亞利桑那州希拉縣的一個非建制地區。該地的面積和人口皆未知。

## 地理
科菲波特的座標為34°02′22″N 111°11′12″W / 34.03944°N 111.18667°W，而該地的平均海拔高度為1548米（即5079英尺）。